# Przeździęk Wielki
Przeździęk Wielki (deutsch Groß Dankheim, bis 1900 Groß Przesdzienk) ist ein Dorf in der polnischen Woiwodschaft Ermland-Masuren. Es gehört zur Gmina Wielbark (Stadt- und Landgemeinde Willenberg) im Powiat Szczycieński.

## Geographische Lage
Przeździęk Wielki liegt am 1932 bis 1934 gebauten Dankheimer Fließ (polnisch Przeździęcka Struga) in der südlichen Mitte der Woiwodschaft Ermland-Masuren, 24 km südwestlich der Kreisstadt Szczytno (deutsch Ortelsburg).

## Geschichte

### Ortsgeschichte
Groß Przesdzienk wurde am 20. Juli 1685 gegründet, als der spätere Schulze Martin Klask den Auftrag erhielt, „ein neues Dorf anzulegen und mit Leuten zu besetzen“. Im Jahre 1787 waren die Vermögensverhältnisse der Einwohner noch dürftig. Erst in der Mitte des 19. Jahrhunderts stellte sich Verbesserung ein.
Am 16. Juli 1874 wurde Groß Przesdzienk ein Amtsdorf und namensgebend für einen Amtsbezirk, der – 1907 umbenannt in „Amtsbezirk Groß Dankheim“ – bis 1945 bestand und zum Kreis Ortelsburg im Regierungsbezirk Königsberg (ab 1905 Regierungsbezirk Allenstein) in der preußischen Provinz Ostpreußen gehörte.
Am 3. Oktober 1900 wurde Groß Przesdzienk in „Groß Dankheim“ umbenannt. Im gleichen Jahr wurde das Dorf Bahnstation an der neu angelegten Bahnstrecke Nidzica–Wielbark, die aber heute nicht mehr regulär befahren wird. Im Jahre 1910 zählte die Landgemeinde Groß Dankheim mit ihren Wohnplätzen Dombrowa (1938 bis 1945 Neudankheim, polnisch Dąbrowa), Bahnhof Groß Dankheim, Försterei Karolinenhof (polnisch Rokitka) und Klein Piwnitz (1938 bis 1945 Kleinalbrechtsort) insgesamt 595 Einwohner. Ihre Zahl stieg bis 1933 auf 618 und belief sich 1939 auf noch 535.
Aufgrund der Bestimmungen des Versailler Vertrags stimmte die Bevölkerung in den Volksabstimmungen in Ost- und Westpreussen am 11. Juli 1920 über die weitere staatliche Zugehörigkeit zu Ostpreußen (und damit zu Deutschland) oder den Anschluss an Polen ab. In Groß Dankheim stimmten 454 Einwohner für den Verbleib bei Ostpreußen, auf Polen entfielen keine Stimmen.
In den Jahren 1932 bis 1934 wurde das Dankheimer Fließ (polnisch Przeździęcka Struga) gebaut mit einem verblüffenden Erfolg für Landschaft und auch Wirtschaft. Und dieser wirtschaftliche Erfolg war durch eine lebhafte Bautätigkeit begleitet. Dabei profitierte man durch den Ausbau der Straßen von Groß Dankheim nach Klein Dankheim (polnisch Przeździęk Mały) und vor allem von Willenberg nach Karolinenhof (polnisch Rokitka).
In Kriegsfolge kam Groß Dankheim 1945 mit dem gesamten südlichen Ostpreußen zu Polen und erhielt die polnische Namensform „Przeździęk Wielki“. Mit Sitz eines Schulzenamtes (polnisch Sołectwo) ist das Dorf heute eine Ortschaft im Verbund der Gmina Wielbark (Stadt- und Landgemeinde Willenberg) im Powiat Szczycieński (Kreis Ortelsburg), bis 1998 der Woiwodschaft Olsztyn, seither der Woiwodschaft Ermland-Masuren zugehörig.

### Amtsbezirk Groß Przesdzienk/Groß Dankheim (1874–1945)
Zum Amtsbezirk Groß Przesdzienk gehörten bei seiner Errichtung drei Dörfer. Am Ende waren es ab dem am 28. August 1907 „Amtsbezirk Groß Dankheim“ genannten Amts noch zwei:
| Deutscher Name    | Geänderter Name 1938 bis 1945 | Polnischer Name   | Anmerkungen                           |
| ----------------- | ----------------------------- | ----------------- | ------------------------------------- |
| Groß Przesdzienk  | (ab 1900:) Groß Dankheim      | Przeździęk Wielki |                                       |
| Klein Piwnitz     | Kleinalbrechtsort             |                   | 1907 nach Groß Dankheim eingegliedert |
| Klein Przesdzienk | (ab 1900:) Klein Dankheim     | Przeździęk Mały   |                                       |

Am 1. Januar 1945 bildeten nur noch die Gemeinden Groß und Klein Dankheim den Amtsbezirk Groß Dankheim.

## Samsonow-Stein

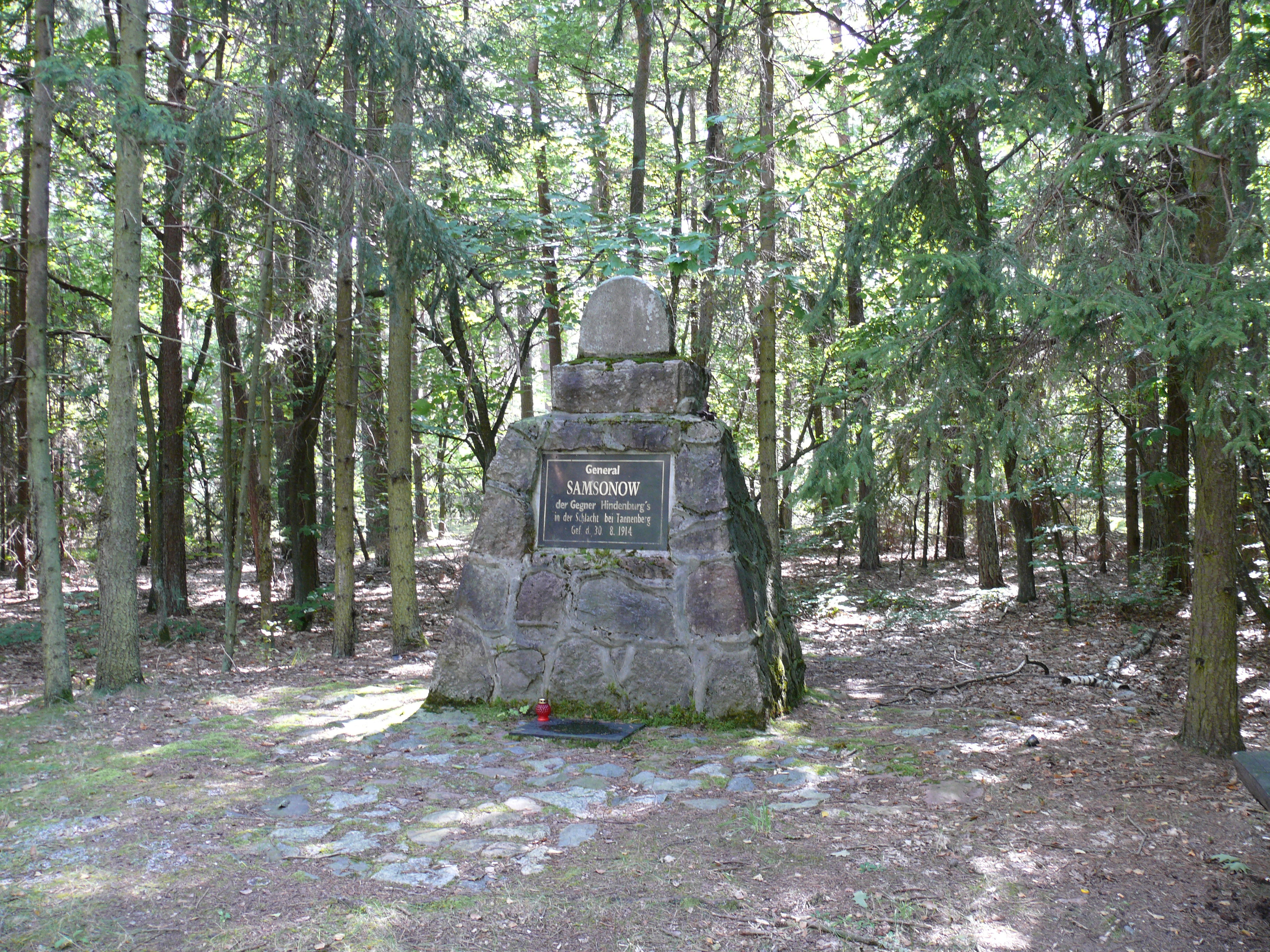
Der Samsonow-Stein bei Karolinenhof/Rokitka

Unweit der ehemaligen Försterei Karolinenhof (polnisch Rokitka) steht eine Steinsäule aus den Jahren etwa 1918 bis 1920. Es handelt sich um ein Denkmal für den russischen General Alexander Wassiljewitsch Samsonow, der sich aus Schmach über die Niederlage bei der Schlacht bei Tannenberg (1914) hier am 30. August 1914 das Leben genommen haben soll.

## Kirche
Bis 1945 war Groß Dankheim kirchlich nach Willenberg orientiert: zur dortigen evangelischen Kirche in der Kirchenprovinz Ostpreußen der Kirche der Altpreußischen Union sowie zur römisch-katholischen St.-Johann-Nepomuk-Kirche im damaligen Bistum Ermland. Der Bezug zu Wielbark besteht für die Katholiken auch heute noch. Die evangelischen Einwohner gehören jetzt zur Pfarrei in Szczytno (Ortelsburg) in der Diözese Masuren der Evangelisch-Augsburgischen Kirche in Polen.

## Schule
Die während der Regierungszeit Friedrich Wilhelms III. gegründete Volksschule hatte 1939 drei Klassen.

## Verkehr

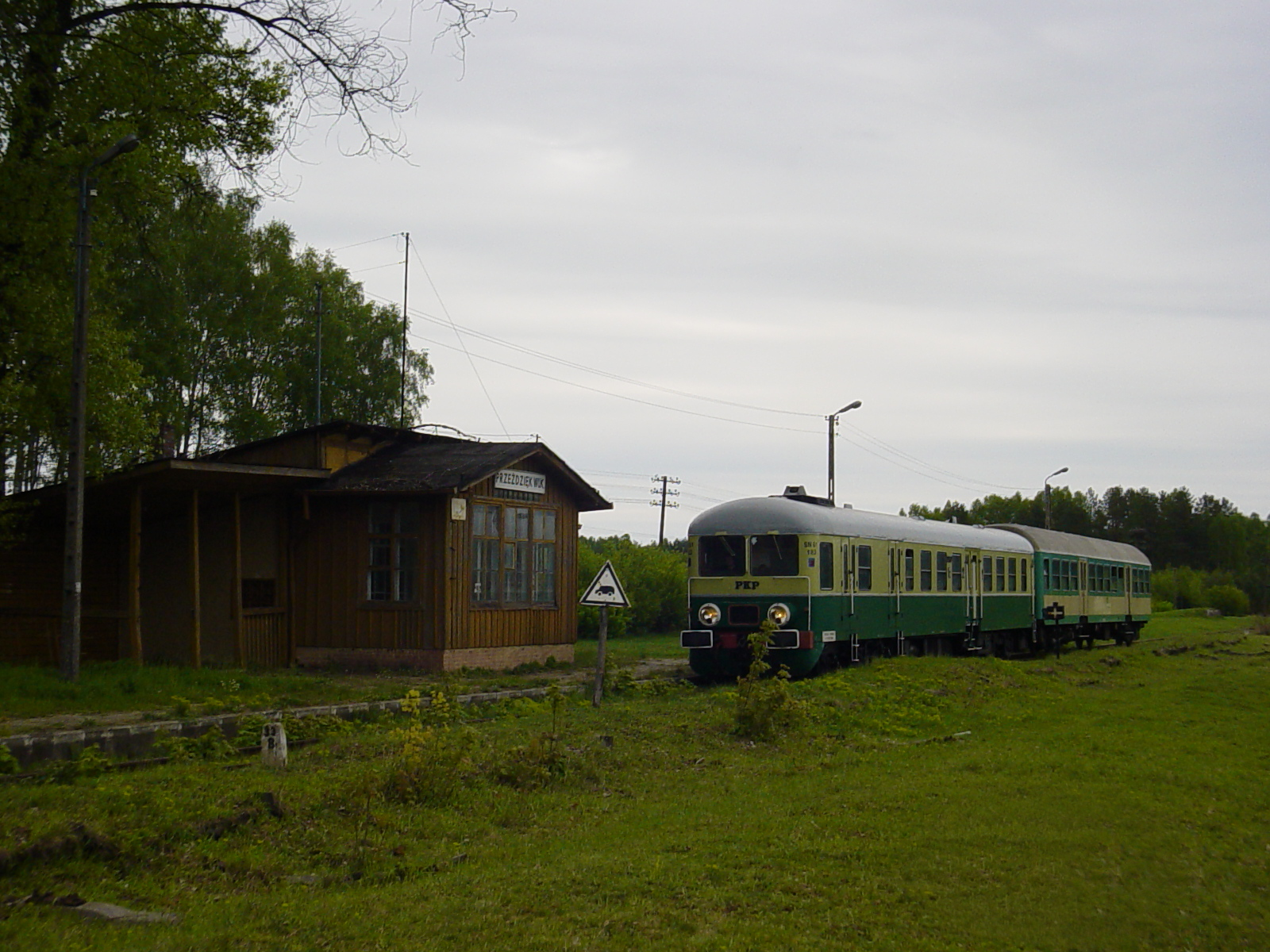
Ein PKP-Touristenzug an der einstigen Bahnstation Przeździęk Wielki im Jahre 2015

Przeździęk Wielki liegt an der Woiwodschaftsstraße 604, die die Landesstraße 57 (ehemalige deutsche Reichsstraße 128) bei Wielbark (Willenberg) mit der Landesstraße 7 bei der Kreisstadt Nidzica (Neidenburg) verbindet. Vom einst ostpreußischen und jetzt in der Woiwodschaft Masowien gelegenen Dorf Opaleniec (Flammberg) aus führt eine Nebenstraße nach Przeździęk Wielki, ebenso von der verwaisten Ortsstelle Chwalibogi (Kannwiesen) bzw. Przeździęk Mały (Klein Dankheim).